# Corpus Christi, Teksas
Corpus Christi je grad u SAD-u, u saveznoj državi Teksas. Godine 2008. imao je 286.462 stanovnika, čime je bio 8. po brojnosti u Teksasu i 64. u SAD-u. Ime grada na latinskom znači "Tijelo Kristovo".
Nalazi se na obali Meksičkog zaljeva, oko 200 km sjeverno od meksičke granice. U njemu je smještena značajna baza Ratne mornarice SAD-a.
Corpus Christi je 1837. osnovao pukovnik Henry Lawrence Kinney. Isprva je bio samo postaja za trgovinu s Meksikancima, da bi 1852., nakon Američko-meksičkog rata, dobio status grada. Mornarička baza osnovana je 1941. godine, uoči ulaska SAD-a u Drugi svjetski rat.
Danas je turizam dominantna gospodarska djelatnost lokalnog stanovništva. Glavne znamenitosti su Akvarij države Teksas i USS Lexington (CV-16), nosač zrakoplova pretvoren u muzej, te brojni otočići pred obalom. Osim turizma, značajne djelatnosti su i one vezane uz luku, 6. po veličini u SAD-u. Također, veliki broj ljudi radi u mornaričkoj bazi ili u povezanim vladinim uredima.
U gradu su rođene poznate glumice Farrah Fawcett i Eva Longoria Parker.

## Gradovi prijatelji
- Agen, Francuska
- Keelung, Tajvan
- Monterrey, Meksiko
- Toledo, Španjolska
- Yokosuka, Japan

## Vanjske poveznice
- Službena stranica (engl.)
- Stranica Turističke zajednice (engl.)

### Ostali projekti
|  | Zajednički poslužitelj ima još gradiva o temi Corpus Christi, Teksas |